# Masakra przy Rue Haxo

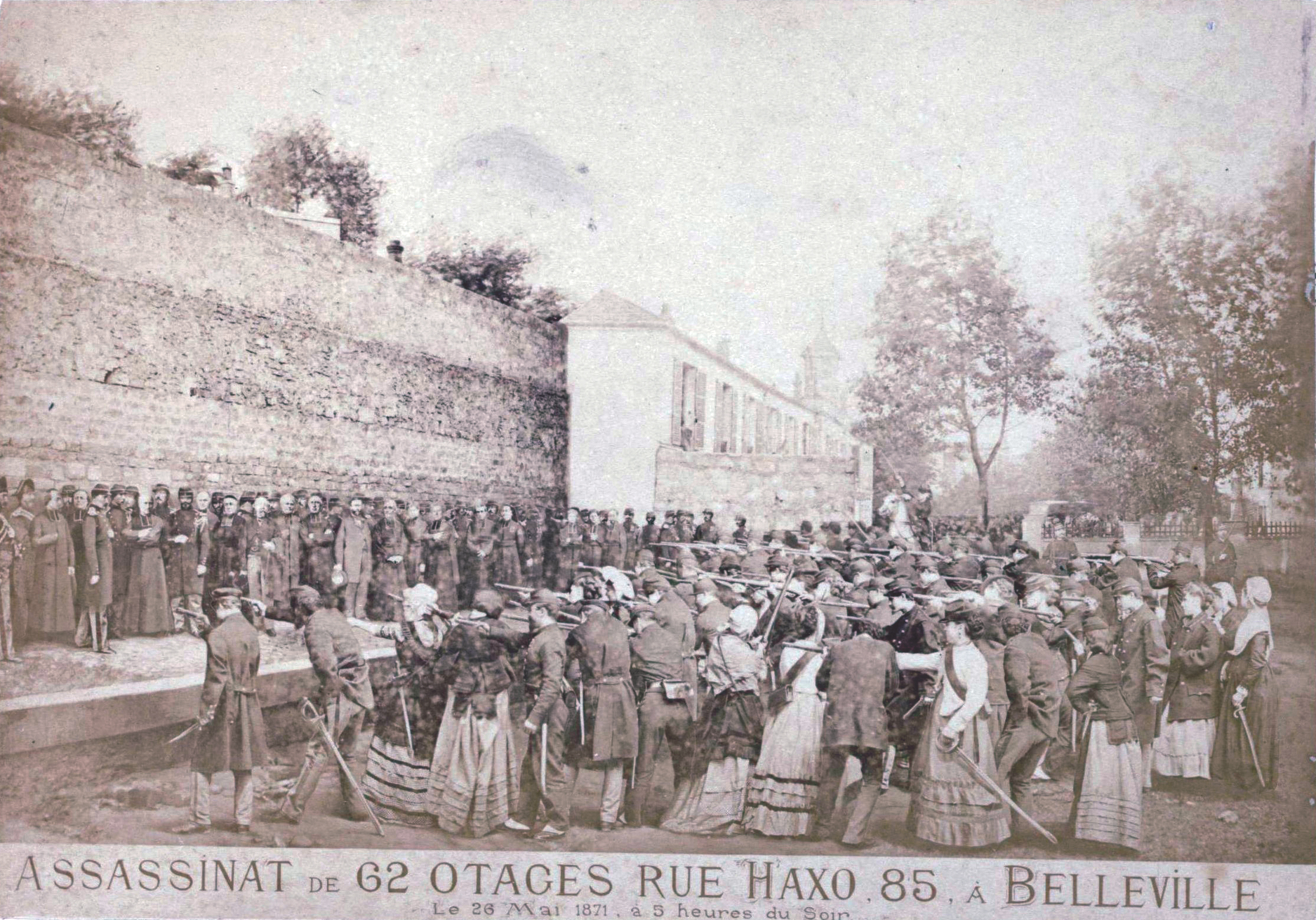
Fotomontaż autorstwa Eugène Apperta z cyklu Zbrodnie Komuny

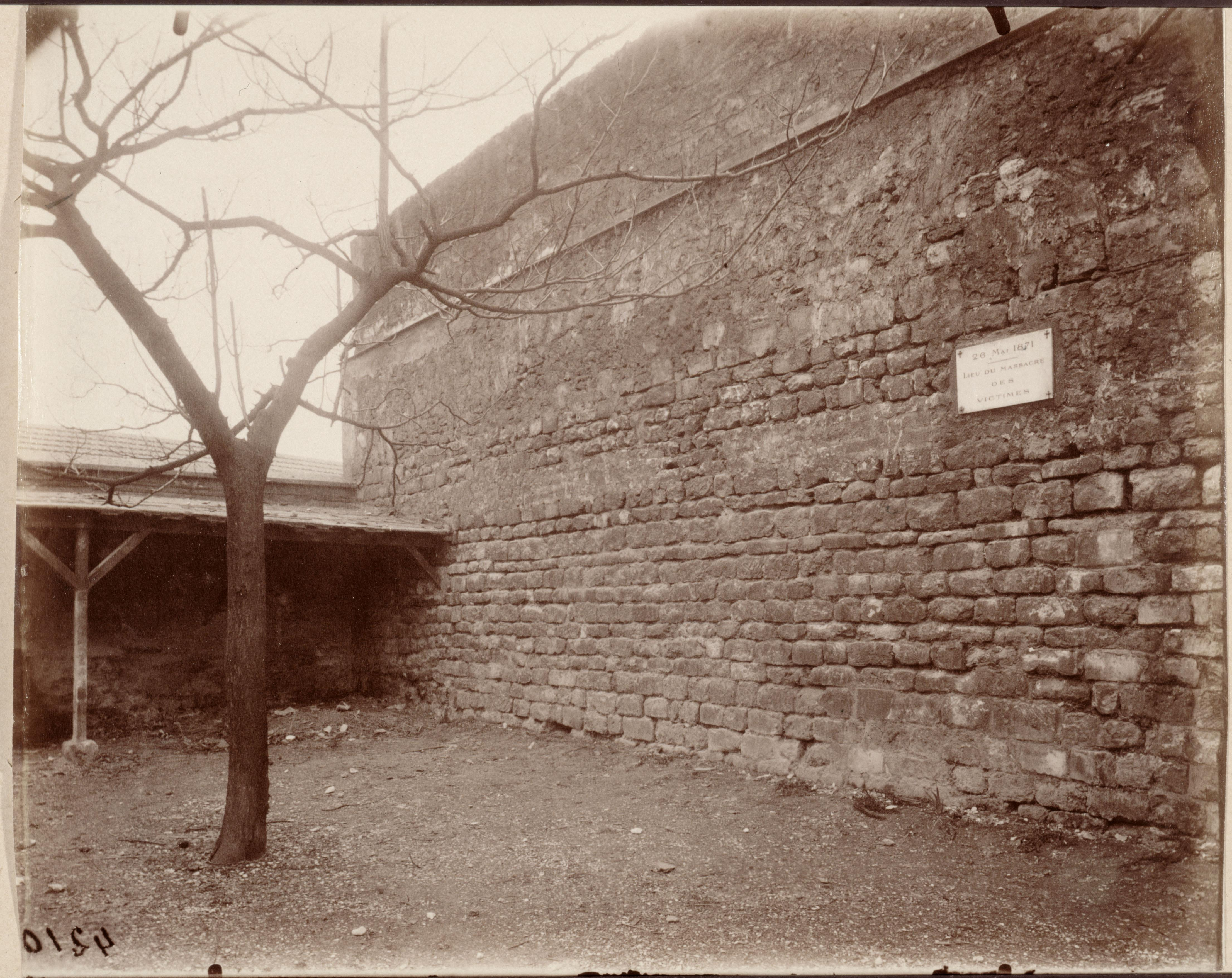
Miejsce masakry

Masakra przy Rue Haxo – rozstrzelanie 26 maja 1871 przez komunardów paryskich pięćdziesięciu zakładników przy paryskiej rue Haxo podczas tzw. krwawego tygodnia, które odbyło się na rozkaz pułkownika Émile'a Goisa.

## Geneza
5 kwietnia 1871, po rozpoczęciu walk pomiędzy komunardami, a wojskami wersalskimi, Komuna Paryska przyjęła „dekret w sprawie zakładników”, który stanowił, że za jednego zabitego komunarda zamordowani zostaną trzej wylosowani zakładnicy. Aresztowano wówczas kilkadziesiąt osób, głównie żandarmów i księży katolickich, w tym arcybiskupa Paryża Georgesa Darboya. Kiedy wojska wersalskie wkroczyły do Paryża 21 maja 1871, dokonały wielu doraźnych egzekucji. W odpowiedzi więźniowie i cywile, którzy sympatyzowali lub rzekomo sympatyzowali z Wersalczykami, zostali zmasakrowani przez komunardów. W nocy z 24 na 25 maja 1871 stracono sześciu zakładników, w tym arcybiskupa Darboya i pierwszego prezesa Sądu Kasacyjnego Louisa-Bernarda Bonjeana. Inni zakładnicy byli rozstrzeliwani we wschodniej części Paryża.

## Przebieg masakry
22 maja 1871, ze względu na postępy wojsk wersalskich, pięćdziesięciu zakładników postanowiono przenieść z więzienia Mazas do więzienia La Roquette. W czasie przemarszu zakładnicy, w tym duchowni byli atakowani i znieważani przez rozwścieczony tłum skandujący śmierć klechom. 26 maja 1871, w sytuacji zbliżania się armii wersalskiej do La Roquette zakładników przejął komunardzki pułkownik Émile Gois, który ustawił ich w szyku procesyjnym i zmusił do marszu w kierunku siedziby Gwardii Narodowej przy ulicy Haxo, gdzie zostali zaatakowani przez zanarchizowany tłum mężczyzn, kobiet i dzieci. Wściekłość zbiegowiska była na tyle duża, że eskorta straciła panowanie nad sytuacją. Więźniów bito i masakrowano, a w końcu ustawiono pod murem. Sformowano spontanicznie pluton egzekucyjny, któremu samozwańczo przewodziła dziewiętnastoletnia kobieta z numerem 174 na czapce (być może była to późniejsza zakonnica, siostra Marie-Éléonore, ze zgromadzenia Sœurs de Marie-Joseph, nazywana capitaine Pigerre). Spokojna i godna postawa zakładników, w tym zwłaszcza kapłanów spowodowała jednak zawahanie się morderców, w związku z czym kobieta krzyknęła: Niech to się skończy. Banda tchórzy! Jeszcze nie zaczęliście!, po czym pierwsza oddała strzał. Kolejne salwy doprowadziły do zamordowania wszystkich zakładników, a jeszcze żywych dobijano bagnetami. Tłum wiwatował i oklaskiwał masakrę. Jeden z uczestników oświadczył: Strzelaliśmy do nich jak do królików. Dzień po zabójstwie obrabowane ciała wrzucono do fosy pełniącej rolę grobu masowego. Następnego dnia komuna upadła i wyzwolono jej więzienia.
Kilka dni później ciała przeniesiono na cmentarz Belleville. Zabezpieczono sznur, którymi związano zamordowanych księży. Na miejscu masakry wzniesiono w 1938 kościół Matki Bożej Zakładników (fr. Église Notre-Dame-des-Otages).

## Zamordowani
Wśród zamordowanych na Rue Haxo znalazło się 36 żandarmów i strażników z Paryża, czterech cywilów oskarżonych o szpiegostwo na rzecz Wersalczyków, ośmiu zakonników i dwóch duchownych. Wśród nich byli m.in. beatyfikowani za męczeństwo sercanie biali (tzw. czterej błogosławieni towarzysze: Ladislas Radigue, Polycarpe Tuffier, Marcellin Rouchouze i Frézal Tardieu) oraz ksiądz Henri Planchat.